# Круковець Сергій Михайлович
Крукове́ць Сергі́й Миха́йлович (нар. 1 липня 1973, Луцьк, СРСР) — український футболіст, захисник. Перш за все відомий завдяки виступам у складі луцької «Волині», московського «Торпедо» та молодіжної збірної України, за яку відіграв 10 поєдинків.

## Життєпис
Сергій Круковець народився в Луцьку, де й почав займатися футболом. Першим тренером Круковця був Василь Войтович. У 1990 році юний футболіст дебютував у складі луцької «Волині», за яку відіграв 4 сезони (два у чемпіонаті СРСР та два у чемпіонаті України), після чого вирушив до Польщі, де захищав кольори клубу «КСЗО». За різними даними футболіст забив у Польщі 15 чи 22 м'чі. У серпні 1993 року повернувся до складу «Волині», де провів 2,5 роки та залишив колектив, відгукнувшись на пропозицію московського «Торпедо». На той момент Круковець вважався одним з найперспективніших українських захисників, виступачюи у складі молодіжної збірної поряд з такими гравцями, як Шевченко, Ребров, Косовський, Ващук та інші.
Втім, назвати кар'єру Сергія у Росії вдалося наврядчи можна — за три сезони у Москві він провів трохи більше трьох десятків матчів у складі першої команди «Торпедо», після чого перейшов до «Локомотиву» з Нижнього Новгороду. Однак і там стати основним гравцем Круковцю не вдалося, через що він вирішив повернутися на Батьківщину, приставши до лав івано-франківського «Прикарпаття» у 2000 році. Наступного року Сергій знову вирушив до Росії, однак виступав за команди нижчих дивізіонів.
У 2003 році Круковець опинився у Казахстані, де у його послугах був зацікавлений футбольний клуб «Женис». Незважаючи на те, що Сергій провів у клубі з Астани всього один сезон — той виявився чи не найкращим у його кар'єрі, адже разом з клубом Круковцю вдалося здобути бронзові нагороди чемпіонату.
Повернувшись у 2004 році до України, захисник виступав на професійному рівні у складі вінницької «Ниви» та охтирського «Нафтовика-Укрнафта», а сезон 2007 року провів, захищаючи кольори радивилівського «Сокола» у чемпіонаті Рівненщини. У 2010 році Круковець у тому ж таки чемпіонаті області провів 18 матчів у складі рівненської «Славії».
Сергій Круковець закінчив Волинський Державний університет. Одружений, у шлюбі має двох синів — Владислава та Михайла.

## Досягнення
- Бронзовий призер чемпіонату Казахстану (1): 2003
- Чемпіон першої ліги чемпіонату України (1): 2006/07
- Бронзовий призер першої ліги чемпіонату Росії (1): 2001
- Бронзовий призер другого дивізіону чемпіонату Росії (1): 2002